# 1907 no teatro

## Peças
- Rosas de Todo o Ano de Júlio Dantas.

## Nascimentos
| Data           | Nome              | Profissão                     | Nacionalidade  | Observações | Ref |
| -------------- | ----------------- | ----------------------------- | -------------- | ----------- | --- |
| 2 de Março     | Diná de Oliveira  | atriz, pianista e compositora | Brasil         | m. 1998     |     |
| 12 de Maio     | Katharine Hepburn | atriz                         | Estados Unidos | m. 2003     |     |
| 23 de Junho    | Dercy Gonçalves   | atriz                         | Brasil         | m. 2008     |     |
| 4 de Setembro  | Irene Isidro      | atriz                         | Portugal       | m. 1993     |     |
| 14 de Dezembro | Beatriz Costa     | actriz                        | Portugal       | m. 1996     |     |
| 22 de Dezembro | Peggy Ashcroft    | actriz                        | Reino Unido    | m. 1991     |     |

## Mortes
| Data | Nome | Profissão | Nacionalidade | Observações | Ref |
| ---- | ---- | --------- | ------------- | ----------- | --- |